# راي غريفيثز
راي غريفيثز (بالإنجليزية: Ray Griffiths)‏ (26 سبتمبر 1931 في المملكة المتحدة - ) هو لاعب كرة قدم بريطاني في مركز نصف الجناح. لعب مع نادي تشستر سيتي.